# Cour constitutionnelle de Lituanie
 (octobre 2023).
Si vous disposez d'ouvrages ou d'articles de référence ou si vous connaissez des sites web de qualité traitant du thème abordé ici, merci de compléter l'article en donnant les références utiles à sa vérifiabilité et en les liant à la section « Notes et références ».
 (octobre 2023).
La mise en forme du texte ne suit pas les recommandations de Wikipédia : il faut le « wikifier ».
Les points d'amélioration suivants sont les cas les plus fréquents. Le détail des points à revoir est peut-être précisé sur la page de discussion.
- Les titres sont pré-formatés par le logiciel. Ils ne sont ni en capitales, ni en gras.
- Le texte ne doit pas être écrit en capitales (les noms de famille non plus), ni en gras, ni en italique, ni en « petit »…
- Le gras n'est utilisé que pour surligner le titre de l'article dans l'introduction, une seule fois.
- L'italique est rarement utilisé : mots en langue étrangère, titres d'œuvres, noms de bateaux, etc.
- Les citations ne sont pas en italique mais en corps de texte normal. Elles sont entourées par des guillemets français : « et ».
- Les listes à puces sont à éviter, des paragraphes rédigés étant largement préférés. Les tableaux sont à réserver à la présentation de données structurées (résultats, etc.).
- Les appels de note de bas de page (petits chiffres en exposant, introduits par l'outil «  Source ») sont à placer entre la fin de phrase et le point final[comme ça].
- Les liens internes (vers d'autres articles de Wikipédia) sont à choisir avec parcimonie. Créez des liens vers des articles approfondissant le sujet. Les termes génériques sans rapport avec le sujet sont à éviter, ainsi que les répétitions de liens vers un même terme.
- Les liens externes sont à placer uniquement dans une section « Liens externes », à la fin de l'article. Ces liens sont à choisir avec parcimonie suivant les règles définies. Si un lien sert de source à l'article, son insertion dans le texte est à faire par les notes de bas de page.
- La présentation des références doit suivre les conventions bibliographiques. Il est recommandé d'utiliser les modèles {{Ouvrage}}, {{Chapitre}}, {{Article}}, {{Lien web}} et/ou {{Bibliographie}}. Le mode d'édition visuel peut mettre en forme automatiquement les références.
- Insérer une infobox (cadre d'informations à droite) n'est pas obligatoire pour parachever la mise en page.

Pour une aide détaillée, merci de consulter Aide:Wikification.
Si vous pensez que ces points ont été résolus, vous pouvez retirer ce bandeau et améliorer la mise en forme d'un autre article.
Pour les autres articles nationaux ou selon les autres juridictions, voir Cour constitutionnelle.
La Cour constitutionnelle de la République de Lituanie (lituanien : Lietuvos Respublikos Konstitucinis Teismas) est la Cour constitutionnelle de la République de Lituanie, créée par la Constitution de la République de Lituanie de 1992. Ses activités ont commencé après l'adoption de la loi sur la Cour constitutionnelle de la République de Lituanie le 3 février 1993. Depuis sa création, la Cour est située à Vilnius.
La tâche principale de la Cour est le contrôle juridictionnel et de constitutionnalité. Elle peut donc déclarer inconstitutionnels les actes du Seimas (le Parlement letton) et ainsi les rendre inefficaces. En tant que telle, elle est comparable à la Cour constitutionnelle fédérale d'Allemagne ou, dans une mesure limitée, à la Cour suprême des États-Unis. Cependant, elle diffère de celles-ci et des autres cours suprêmes dans la mesure où elle ne fait pas partie du système judiciaire ordinaire, mais constitue plutôt un pouvoir judiciaire unique. Plus important encore, elle ne sert pas de cour d'appel ordinaire contre les tribunaux inférieurs pour toute violation des lois nationales.
Sa compétence est centrée sur les questions constitutionnelles, l'intégrité de la Constitution. En outre, la Cour se prononce sur la conformité des actes du Gouvernement de la République de Lituanie aux lois, sur le respect de la Constitution des accords internationaux, ainsi que sur leur ratification, et prend une décision finale sur les privation du droit de vote.

## Activités
La Cour a joué un rôle important dans le développement du système juridique lituanien, déclarant inconstitutionnelles un certain nombre de lois nationales. Le 31 mars 2004, il a rendu une décision reconnaissant la violation du serment d'entrée en fonction du président Rolandas Paksas. Il a été démis de ses fonctions par le Seimas à la suite de la mise en accusation du 6 avril 2004 ; il s'agit du premier cas réussi de destitution d'un chef d'État dans l'histoire de l'Europe. La Cour a interprété la Constitution comme interdisant à une personne ayant plaidé coupable de violation de son serment d'occuper toute fonction publique à l'avenir, nécessitant de prêter serment.
Le 9 décembre 1998, la Cour constitutionnelle a déclaré que l'article 105 du Code pénal de la République de Lituanie, qui établit la peine de mort, violait plusieurs articles de la Constitution. Cette décision a constitué un grand pas en avant vers l’humanisation du système de pénal du pays.

## Composition
La Cour est composée de neuf juges, nommés par le Seimas, pour un mandat de neuf ans non renouvelable.
Seuls les citoyens lituaniens jouissant d'une réputation irréprochable, formés en droit et ayant exercé pendant au moins 10 ans dans la profession juridique ou dans un domaine de formation juridique sont éligibles. Habituellement, des juristes réputés et des juges très expérimentés sont qualifiés pour ce poste.
La Cour est renouvelée par tiers tous les trois ans. Les candidats sont proposés par le président du Seimas, le président de la Lituanie et le président de la Cour suprême de la République de Lituanie, le Seimas décide ensuite de leur nomination. Le Seimas nomme le président du tribunal parmi les juges sur proposition du Président de la République.

## Membres

### Membres actuels
| Nom                 | Date de naissance | Ville natale | Président    | Date de nomination | Année de retraite obligatoire | Faculté de droit                                     | Fonction judiciaire antérieure                                                              |
| ------------------- | ----------------- | ------------ | ------------ | ------------------ | ----------------------------- | ---------------------------------------------------- | ------------------------------------------------------------------------------------------- |
| Gintaras Goda       | 13 juin 1965      | Švenčionys   | Grybauskaitė | 14 March 2017      | 2026                          | Université de Vilnius Université Goethe de Francfort | Cour administrative suprême de Lituanie Cour suprême de Lituanie                            |
| Daiva Petrylaitė    | 23 août 1977      | Raseiniai    | Grybauskaitė | 14 March 2017      | 2026                          | Université de Vilnius                                |                                                                                             |
| Janina Stripeikienė | 8 mars 1955       | Kelmė        | Grybauskaitė | 14 March 2017      | 2026                          | Université de Vilnius                                | Cour d'appel de Lituanie Cour suprême de Lituanie                                           |
| Giedrė Lastauskienė | 2 juin 1967       | Silale       | Nausėda      | 15 January 2021    | 2029                          | Université de Vilnius                                |                                                                                             |
| Algis Norkūnas      | 24 août 1962      | Trakaï       | Nausėda      | 15 January 2021    | 2029                          | Université de Vilnius                                | Tribunal local du district d(Ignalina Tribunal régional de Vilnius Cour suprême de Lituanie |
| Vytautas Mizaras    | 20 août 1974      | Babraï       | Nausėda      | 9 June 2021        | 2029                          | Université de Vilnius Université Goethe de Francfort |                                                                                             |
| TomasDavulis        | 29 mai 1975       | Vilnius      | Nausėda      | 16 mars 2023       | 2032                          | Université de Vilnius Université de Fribourg         |                                                                                             |
| Aurélijus Gutauskas | 22 mai 1972       | Vilkaviškis  | Nausėda      | 16 mars 2023       | 2032                          | Université Mykolas Riomeris                          |                                                                                             |
| Stasys Sedbaras     | 10 février 1958   | Tujainiai    | Nausėda      | 16 mars 2023       | 2032                          | Université de Villnius                               |                                                                                             |

### Composition historique
1993-1996
- Juozas Žilys (President)
- Algirdas Gailiūnas
- Kęstutis Lapinskas
- Zigmas Levickis
- Vladas Pavilonis († 2003)
- Pranas Vytautas Rasimavičius († 2002)
- Teodora Staugaitienė
- Stasys Stačiokas
- Stasys Šedbaras.

1996-1999
- Juozas Žilys (President)
- Egidijus Jarašiūnas
- Kęstutis Lapinskas
- Zigmas Levickis
- Augustinas Normantas
- Vladas Pavilonis (†2003)
- Jonas Prapiestis
- Pranas Vytautas Rasimavičius (†2002)
- Teodora Staugaitienė

1999-2002
- Vladas Pavilonis (President) (†2003)
- Egidijus Jarašiūnas
- Egidijus Kūris
- Zigmas Levickis
- Augustinas Normantas
- Jonas Prapiestis
- Vytautas Sinkevičius
- Stasys Stačiokas
- Teodora Staugaitienė

2002-2005
- Egidijus Kūris (President)
- Egidijus Jarašiūnas
- Augustinas Normantas
- Armanas Abramavičius
- Kęstutis Lapinskas
- Zenonas Namavičius
- Jonas Prapiestis
- Vytautas Sinkevičius
- Stasys Stačiokas

2005-2008
- Egidijus Kūris (President)
- Vytautas Sinkevičius
- Stasys Stačiokas
- Kęstutis Lapinskas
- Armanas Abramavičius
- Zenonas Namavičius
- Romualdas Kęstutis Urbaitis
- Toma Birmontienė
- Ramutė Ruškytė

2008-2011
- Kęstutis Lapinskas (President)
- Armanas Abramavičius
- Zenonas Namavičius
- Romualdas Kęstutis Urbaitis
- Toma Birmontienė
- Ramutė Ruškytė
- Pranas Kuconis
- Egidijus Šileikis
- Algirdas Taminskas

2011-2014
- Romualdas Kęstutis Urbaitis (President)
- Toma Birmontienė
- Ramutė Ruškytė
- Pranas Kuconis
- Egidijus Šileikis
- Algirdas Taminskas
- Dainius Žalimas
- Egidijus Bieliūnas
- Gediminas Mesonis

2014-2017
- Dainius Žalimas (President)
- Pranas Kuconis
- Egidijus Šileikis
- Algirdas Taminskas
- Gediminas Mesonis
- Elvyra Baltutytė
- Vytas Milius
- Vytautas Greičius
- Danutė Jočienė

2017-2020
- Dainius Žalimas (President)
- Gediminas Mesonis
- Elvyra Baltutytė
- Vytas Milius
- Vytautas Greičius
- Danutė Jočienė
- Gintaras Goda
- Daiva Petrylaitė
- Janina Stripeikienė

2020-2023
- Danutė Jočienė (President)
- Elvyra Baltutytė
- Vytautas Greičius
- Gintaras Goda
- Daiva Petrylaitė
- Janina Stripeikienė
- Giedrė Lastauskienė
- Algis Norkūnas
- Vytautas Mizaras

2023-2026
- Gintaras Goda (Président)
- Thomas Davulis
- Aurelijus Gutauskas
- Giedrė Lastauskienė

- Vytautas Mizaras

- Algis Norkūnas

- Daiva Petrilaitė
- Janina Stripeikienė
- Stasys Sedbaras